# جيدكوم (نسق ملفات)
ملف جيدكوم GEDCOM وهو اختصار تراسل بيانات الأنسابGenealogical Data Communication) وصيغته هي .ged
وهو صيغة مفتوحة المصدر لتبادل بيانات الأنساب بين مختلف برامج الأنساب. تم تطوير صيغة ملف جيدكوم GEDCOM من قبل كنيسة يسوع المسيح لقديسي الأيام الأخيرة (LDS Church) كوسيلة مساعدة للبحث في علم الأنساب.
ملف جيدكوم GEDCOM هوملف نص عادي (عادةً ما يكون بتكويد UTF-8 أو ASCII) يحتوي على معلومات الأنساب عن الأفراد، وبيانات التعريف تربط هذه السجلات معًا.
وتدعم معظم برامج الأنساب الاستيراد والتصدير إلى تنسيق GEDCOM. ومع ذلك، تتضمن بعض برامج الأنساب استخدام امتدادات ملفات احتكارية للتنسيق، والتي لا يتم التعرف عليها دائمًا بواسطة برامج الأنساب الأخرى، مثل مواصفات GEDCOM 5.5 EL.
في حين تم اقتراح GEDCOM X والعديد من المواصفات الأخرى كبدائل، إلا أن الإصدار الحالي لعام 2019، استنادًا إلى المسودة من عام 1999،
ولا يزال هذا النسق معيار المجال منذ 20 عامًا.

## نموذج جيدكوم GEDCOM
يستخدم ملف جيدكوم GEDCOM نموذج بيانات يسمى نموذج مرتبط بالخط.
ويعتمد نموذج البيانات هذا على الاسرة النواة والفرد. وهو يتناقض مع النماذج القائمة على الأدلة، حيث يتم تنظيم البيانات لتعكس الأدلة الداعمة.
وفي نموذج البيانات المرتبطة بنسب GEDCOM ، يتم تنظيم جميع البيانات لتعكس الأسر النواة والأفراد الواقعيين (أو المفترضين).

## هيكل ملف جيدكوم GEDCOM
يتكون ملف GEDCOM من قسم الترويسة والسجلات وقسم التذييل.
وبضمن هذه الأقسام، يتم تمثيل السجلات للأشخاص (سجل INDI)، والعائلات (سجلات FAM)، ومصادر المعلومات (سجلات SOUR)، وغيرها من السجلات المتنوعة، بما في ذلك الملاحظات.
ويبدأ كل سطر من ملف جيدكوم GEDCOM برقم مستوى حيث تبدأ جميع سجلات المستوى الأعلى (HEAD و TRLR و SUBN وكل INDI و FAM و OBJE و NOTE و REPO و SOUR و SUBM) بسطر بمستوى 0، بينما أرقام المستوى الأخرى هي أعداد صحيحة موجبة.

### مثال
هذا مثال لملف جيدكوم GEDCOM

## إصدارات

### تاريخ الإصدار
|        | المعنى                            |
| ------ | --------------------------------- |
| أحمر   | المعيار القديم / مشروع؛ غير مدعوم |
| الأصفر | المعيار القديم لا يزال معتمد      |
| أخضر   | المعيار الحالي                    |
| أزرق   | مشروع المستقبل                    |

| نسخة GEDCOM                   | يوم الاصدار    | ملاحظات                                                                              |
| ----------------------------- | -------------- | ------------------------------------------------------------------------------------ |
| 1.0                           | 1984           | -                                                                                    |
| 2.0                           | ديسمبر 1985    | PAF 2.0                                                                              |
| 2.1                           | فبراير 1987    | GEDCOM لـ PAF 2.1                                                                    |
| 2.3 مشروع                     | 7 أغسطس 1985   | مع اتفاقيات تنفيذ PAF2.0 GEDCOM                                                      |
| 2.4 مشروع                     | 13 ديسمبر 1985 | مع اتفاقيات تنفيذ PAF2.0 GEDCOM                                                      |
| 3.0 قياسي                     | 9 أكتوبر 1987  | PAF 2.0 و 2.1 تنفيذ 3.0                                                              |
| 4.0 قياسي                     | أغسطس 1989     | PAF 2.1 - 2.31                                                                       |
| 4.1 مشروع                     | -              | -                                                                                    |
| 4.2 مشروع                     | 25 يناير 1990  | -                                                                                    |
| 5.0 مسودة                     | 31 ديسمبر 1991 | تم إدخال هياكل النسب المرتبطة.                                                       |
| 5.1 مشروع                     | 18 سبتمبر 1992 | -                                                                                    |
| 5.2 مشروع                     | 22 يناير 1992  | -                                                                                    |
| 5.3 مشروع                     | 4 نوفمبر 1993  | تم تقديم معيار Unicode (ISO / IEC 10646) كمجموعة أحرف إضافية.                        |
| 5.4 مشروع                     | 21 أغسطس 1995  | -                                                                                    |
| 5.5 قياسي                     | 11 ديسمبر 1995 | PAF 3 , 4 , 5                                                                        |
| 5.5 قياسي                     | 2 يناير 1996   | PAF 3 و 4 و 5 / 5.5 Standard                                                         |
| مسودة GEDCOM (اتجاه المستقبل) | 1 مايو 1998    | "استخدمت نموذج بيانات جديد تمامًا"                                                    |
| 5.5.1 مشروع                   | 2 أكتوبر 1999  | تم استخدامه بواسطة FamilySearch.org UTF-8 تمت إضافته كتشفير معتمد للحرف.             |
| 5.5.1 الإصدار                 | 15 نوفمبر 2019 | المعيار الحالي، تعديلات نص طفيفة على 5.5.1 مشروع                                     |
| 5.6 مسودة خاصة                | -              | "أرسل Jed Allen هذين الملفين إلى عدد قليل من الأشخاص فقط لنوع من" التعليقات الخاصة " |
| 6.0 مسودة XML                 | 28 ديسمبر 2001 | لم تكن مواصفات كاملة، ولا ينصح بالبدء في تنفيذ البرامج.                              |

قد يبدو هذا المثال المشفر في GEDCOM كما يلي:
```
0 @I1@ INDI
1 NAME John /Doe/
1 BIRT
2 DATE 10 JAN 1800
2 SOUR @S1@
3 DATA
4 TEXT Transcription from birth certificate would go here
3 NOTE This birth record is preferred because it comes from the birth certificate
3 QUAY 2
1 BIRT
2 DATE 11 JAN 1800
2 SOUR @S2@
3 DATA
4 TEXT Transcription from death certificate would go here
3 QUAY 2
```

### التوطين والعولمة
يدعم معيار GEDCOM التوطين بعدة طرق.
أولاً، تسمح الإصدارات الأحدث من المعيار بتخزين البيانات في Unicode (أو مؤخرًا UTF-8)، لذلك يمكن تخزين النص بأي لغة.
ثانياً، بنفس الطريقة التي يمكنك بها إجراء أحداث متعددة على شخص ما، تسمح لك GEDCOM بالحصول على أسماء متعددة للشخص،  بحيث يمكن تخزين الأسماء بلغات متعددة (على الرغم من عدم وجود طريقة موحدة للإشارة إلى المثيل في أي لغة).
أخيرًا، في أحدث إصدار من المسودة (5.5.1، ليس قيد الاستخدام على نطاق واسع)، يدعم حقل NAME أيضًا اختلافًا صوتيًا (FONE) وتغييرًا رومانيًا (ROMN) للاسم.

## جيدكوم إكس GEDCOM X
في فبراير 2012 في مؤتمر RootsTech 2012، قدمت شركة FamilySearchالخطوط العريضة لمشروع كبير جديد حول معايير الأنساب تم تسميته GEDCOM X، والتعاون المدعوين. وسيشمل البرنامج الذي تم تطويره بموجب ترخيص Apache مفتوح المصدر. ويشمل تنسيقات البيانات التي تسهل إنشاء أشجار العائلة على المصادر والسجلات (كل من القطع المادية والتحف الرقمية)، ودعم لمشاركة البيانات وربطها عبر الإنترنت، وواجهة برمجة التطبيقات.
في أغسطس 2012 أعلن موظفي FamilySearch ورئيس مشروع GEDCOM X ريان هيتون بأن GEDCOM X هو معيار الصناعة الجديد، وجعلوا المشروع مفتوح المصدر.

## بدائل لنسق جيدكوم GEDCOM
قامت شركة Commsoft ، وهي الشركة المطورة لسلسلة برامج Roots  المختصة ببرنامج الأنساب و Ultimate Family Tree ، بتعريف إصدار يسمى Event-Oriented GEDCOM (المعروف أيضًا باسم "Event GEDCOM" والمسمى أصلاً InterGED )،  والذي يضمن الأحداث كعناصر من الدرجة الأولى (مستوى الصفر).
وعلى الرغم من أنها تستند إلى الحدث، إلا أنها لا تزال نموذجًا قائمًا على الواقع المفترض وليس الدليل.
الا ان استخدام هذا النسق مازال قليلا 
وتم إنشاء نسق آخر اسمه Gramps XML هو تنسيق مفتوح يستند إلى XML بواسطة مشروع الأنساب مفتوح المصدر Gramps ويستخدمه أيضًا من خلال التطبيق PhpGedView .
وفي عام 2012 تأسست «منظمة معايير معلومات تاريخ الأسرة» بهدف تطوير المعايير الدولية لتاريخ الأسر ومعلومات الأنساب. وكان أحد معاييرها هو استمرار GEDCOM ، المسمى Format Legacy Format (ELF)، والذي سيبدأ بالتوافق مع GEDCOM 5.5 (.1) ولكنه يتضمن آلية للتوسعة.

## روابط خارجية
عمومية
- مطورو البحث عن الأسرة: GEDCOM X على familysearch.org
- GEDCOM X من gedcomx.org
- The GEDCOM STANDARD Release 5.5 - LDS Family History Department، 2 January 1996
- مواصفات GEDCOM 5.5 (إصدار HTML الخاص بـ Paul McBride مع تصحيحات تمت إضافتها من صفحة GEDCOM 5.5 Errata Sheet)
- GEDCOM 5.5.1-5 مسودة (غير معدلة) - PhpGedView
- مسودة مواصفات إصدار GEDCOM XML 6.0 2002-12-06 (PDF)
- ملحق الملكية: مواصفات GEDCOM 5.5 EL (المواقع الموسعة).

تعليق
- نظرة عامة على GEDCOM واستخداماتها على موسوعة علم الأنساب
- قائمة سيندي — GEDCOM
- على اعتماد LDS Church لمعيار XML
- مواصفات اتصالات بيانات الأنساب - قائمة المحفوظات حول مناقشة المواصفات
- Gedcom 5.5 قياسي في تنسيق ملف تعليمات Windows